# Luftschokolade

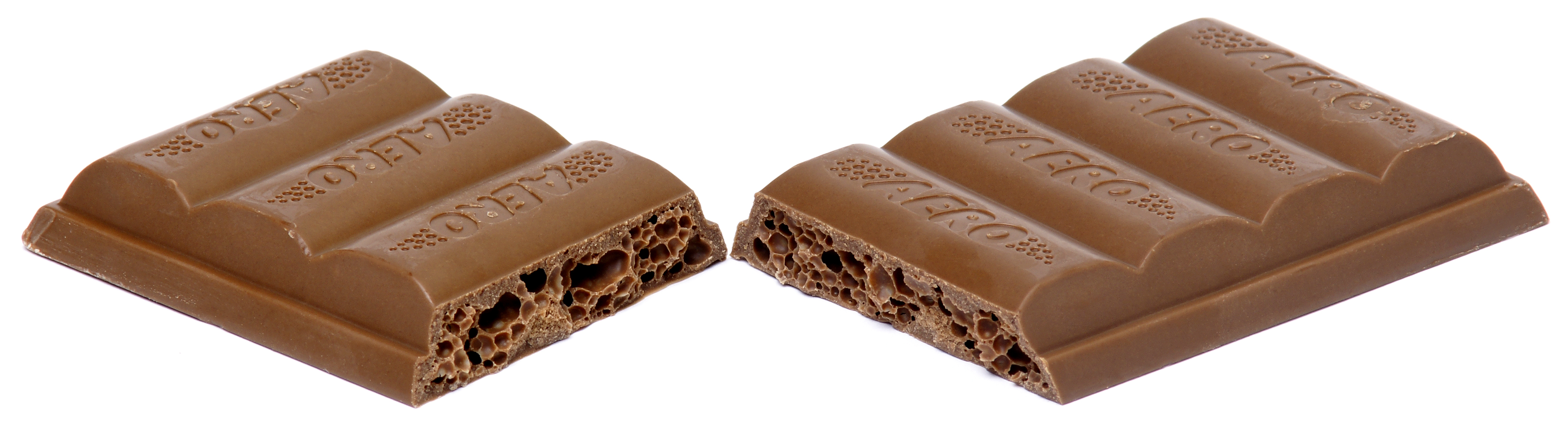
Eine Tafel Nestlé Aero, die älteste Luftschokolade

Luftschokolade oder Schaumschokolade ist eine Schokolade, in die bei der Herstellung Luft oder ein anderes Gas eingebracht wird und mehr oder weniger feine Hohlräume bildet. Sie hat im Vergleich zu normaler Schokolade meist einen weicheren Biss und Schmelz. Ihre Dichte ist geringer, das heißt bei gleicher Masse hat sie ein größeres Volumen. Normale Schokolade hat eine Massendichte von etwa 1,3 g/cm³; demgegenüber können Luftschokoladen je nach Sorte bis hinunter zu 0,1 g/cm³ erreichen. Es handelt sich nicht unbedingt um ein kalorienreduziertes Produkt, da der physiologische Brennwert von Lebensmitteln normalerweise bezogen auf die Masse angegeben wird, nicht auf das Volumen.

## Varianten
Es gibt verschiedene Formen von Luftschokolade, die sich in ihren Eigenschaften stark unterscheiden.
- Der bekannteste Typ hat eine makroskopische Schaumstruktur mit einem durchschnittlichen Blasendurchmesser im Bereich 0,05–3 mm und einer Dichte von 0,4–0,8 g/cm³. Für die Herstellung wird zunächst in einem Guss- oder Kaltumformungsverfahren eine schalenartige halbe Form aus konventioneller Schokolade vorbereitet. Die aufgeschäumte, noch flüssige Schokolade wird dann in diese eingespritzt und abgekühlt, bis sie fest ist. Anschließend wird eine Schicht aus konventioneller Schokolade aufgegossen, um die Umhüllung zu vervollständigen und eine glatte Rückseite zu bilden. Die Oberfläche des fertigen Produktes besteht also aus nicht aufgeschäumter Schokolade und ist – von eingeprägten Schriftzügen oder ähnlichem abgesehen – entsprechend glatt. Luftschokolade dieses Typs wurde erstmals 1935 vom britischen Schokoladenhersteller Rowntree unter dem Namen Aero auf den Markt gebracht. Aero ist immer noch erhältlich, stammt allerdings heute von Nestlé (jedoch nicht auf dem deutschen Markt, hier ist es eine Marke von Trumpf).

- Ein weiterer Typ hat eine mikroskopische Schaumstruktur mit so kleinen Blasen, dass sie mit bloßem Auge nicht erkennbar sind. Es ist eine Dichte bis hinunter zu 0,7 g/cm³ möglich, wobei die unsichtbare Belüftung dann durch ein schnelleres Schmelzen und ein verändertes Mundgefühl dennoch wahrnehmbar ist. Das Hauptanwendungsgebiet sind gegossene Schokoladenkeksprodukte, die dadurch insgesamt leichter sind.

- Anstelle einer Schaumstruktur kann Luftschokolade auch durchgängige, langgezogene Hohlräume enthalten. Solche Produkte werden durch Strangpressen halberstarrter oder fester Schokolade hergestellt; ein Beispiel ist Spira von Cadbury.

- Es gibt spezielle gashaltige Kakaoprodukte, die sich von normaler Schokolade dadurch unterscheiden, dass nicht das Fett (also die Kakaobutter) die Masse zusammenhält, sondern andere Feststoffe, namentlich der Zucker. Solche Erzeugnisse sind zumeist von weißlicher Farbe, haben eine unregelmäßige Schaumstruktur, können mit sehr geringer Dichte und geringem Fettgehalt hergestellt werden und schmelzen erst bei höheren Temperaturen, lösen sich aber nichtsdestoweniger im Mund schnell auf. Sie werden durch Wasserverdampfung hergestellt (siehe unten). Diese Erzeugnisse sind teilweise keine Schokolade im lebensmittelrechtlichen Sinne.

## Aufschäumungsverfahren
Die Aufschäumung von Schokolade kann im Prinzip auf drei verschiedene Arten erfolgen: Erstens durch Expansion unter Vakuum; zweitens durch Aufschlagen unter Hochdruck und anschließende Druckverminderung; drittens durch Einbringen und anschließendes Verdampfen von Wasser.

### Vakuumverfahren
Geschmolzene Schokolade wird in ein Vakuum gebracht und schäumt dadurch auf. Sie wird sodann abgekühlt, die Schaumstruktur verfestigt sich und bleibt auch nach dem Entfernen aus dem Vakuum erhalten. Der Prozess kann unterstützt werden, indem vorher noch Gas – meist Kohlendioxid – in die Schokoladenmasse eingebracht wird. Die Größe der entstehenden Blasen wird durch zahlreiche Verfahrensparameter beeinflusst, so die Zähflüssigkeit der Schokolade, der Unterdruck, die verwendeten Emulgatoren und die Abkühlungsgeschwindigkeit.
Der Betrieb und die Reinhaltung von Vakuumanlagen sind verhältnismäßig aufwendig; aufgrund des hohen Arbeitsaufwandes ist das Vakuumverfahren weniger verbreitet als Hochdrucksysteme. Der Vorteil ist aber, dass großstückige Zutaten problemlos zugemischt werden können.

### Hochdruckverfahren
Flüssige, bereits temperierte Schokoladenmasse wird mit einem schnelllaufenden Werkzeug unter Hochdruck aufgeschlagen, wobei das Gas aus der Umgebung teils in Lösung geht, teils sich in Form von Bläschen in der Masse verteilt. Es muss darauf geachtet werden, dass sich die Temperatur durch das Aufschlagen nicht so stark erhöht, dass die Temperierung verloren geht. Anschließend wird die noch flüssige Schokolade wieder in normalen Umgebungsdruck gebracht, wodurch das eingeschlagene Gas expandiert und die Schokolade aufschäumt. Sie wird dann sofort vergossen. Dabei ist es sehr schwierig, grobe Zutaten zuzumischen, worin der Nachteil des Hochdruckverfahrens gegenüber dem Vakuumverfahren besteht.
Die Eigenschaften des fertigen Produkts hängen in erheblichem Maße davon ab, welches Gas man verwendet; es besteht unter Umständen ein Zusammenhang mit der unterschiedlichen Löslichkeit verschiedener Gase in Schokolade. Stickstoff und Argon sind schlechter löslich und führen zu kleinen Blasen, die mit bloßem Auge nicht erkennbar sind. Kohlendioxid und Lachgas sind besser löslich und führen zu einer gröberen, leicht erkennbaren Struktur. Sensorische Untersuchungen ergeben, dass Schokolade, die mit den beiden letztgenannten Gasen aufgeschäumt wird, als weicher, luftiger und weniger cremig wahrgenommen wird. Insbesondere Lachgas – das allerdings vergleichsweise teuer ist – soll zu einem intensiveren Kakaogeschmack beitragen.

### Verdampfungsverfahren
Zur Herstellung der bereits erwähnten speziellen Schokoladen oder Kakaoprodukte, die nicht durch den Fettanteil zusammengehalten werden, kommen verschiedene Prozesse zum Einsatz, denen gemeinsam ist, dass der Wasseranteil der Schokolade zunächst erhöht und dann mehr oder weniger vollständig verdampft wird.
Das erste bekannte Verfahren dieser Art wurde 1975 von Cadbury patentiert und funktionierte so, dass Kakaomasse und Milchpulver in Zuckerwasser emulgiert und dann der Wassergehalt in einem zweistufigen Vakuumtrocknungsverfahren auf weniger als 2 % reduziert wurde. Das resultierende Produkt hat eine Dichte von 0,1–0,3 g/cm³ und konnte so fettarm hergestellt werden, dass es nicht als Schokolade verkauft werden durfte. Es lässt sich in Stücke schneiden oder körnig zerkleinern und kann in Speiseeis oder Kuchen verarbeitet werden.
Das zweite Verfahren ist ungefähr seit der Jahrtausendwende patentiert von Nestlé und dem japanischen Schokoladenhersteller Meiji und soll zur Herstellung eines Produktes namens Poff auf dem japanischen Markt genutzt worden sein. Hierbei emulgiert man flüssige Schokolade mit Wasser, lässt sie fest werden und entzieht ihr anschließend das Wasser durch Gefriertrocknung, wobei sich die freiwerdenden Hohlräume mit Luft füllen. Auch dieses Erzeugnis lässt sich schneiden und zerkleinern.